# Polyommatus dama
Espèce
Statut de conservation UICN

 EN A1ac, B1+2ac : En danger
Polyommatus dama est une espèce d'insectes lépidoptères (papillons) de la famille des Lycaenidae, de la sous-famille des Polyommatinae et du genre Polyommatus.

## Dénominations
Polyommatus dama a été nommé par Otto Staudinger en 1892.
Synonymes :Lycaena dama Staudinger, 1892 ; Agrodiaetus dama.
Il fait partie du sous-genre Dama.

### Sous-espèce
Polyommatus dama karinda (Riley, 1921)

## Nom vernaculaire
Polyommatus dama se nomme en turc Mezopotamya çokgözlüsü.

## Écologie et distribution
Il est présent en Turquie et dans le nord-ouest de l'Iran.

### Protection
Il bénéficie du statut en danger (EN) et figure sur à ce titre sur la liste du red data book,.